# 馬特沃姆凱格 (緬因州)
馬特沃姆凱格（英語：Mattawamkeag）是一個位於美國緬因州佩諾布斯科特縣的鎮。

## 人口
根據2020年美國人口普查的數據，馬特沃姆凱格的面積為98.52平方千米，當中陸地面積為97.72平方千米，而水域面積為0.80平方千米。當地共有人口596人，而人口密度為每平方千米6人。